# Reemplazo de articulación
La artroplastia de reemplazo (del griego artron, articulación, extremidad, articular, + plassein, formar, moldear, forjar, fingir, hacer una imagen de), o cirugía de reemplazo articular, es un procedimiento de cirugía ortopédica en el que una superficie articular artrítica o disfuncional se sustituye por una prótesis ortopédica. El reemplazo de articulaciones se considera un tratamiento cuando el dolor o la disfunción articular severo no se alivian con terapias menos invasivas. Es una forma de artroplastia y, a menudo, está indicada para diversas enfermedades de las articulaciones, como la osteoartritis y la artritis reumatoide.
La cirugía de reemplazo de articulaciones se está volviendo más común y las rodillas y las caderas se reemplazan con mayor frecuencia. Aproximadamente 773 000 estadounidenses se sometieron a un reemplazo de cadera o rodilla en 2009.

## Usos

### Hombro
Para el reemplazo de hombro, existen algunos enfoques importantes para acceder a la articulación del hombro. El primero es el abordaje deltopectoral, que salva el deltoides, pero requiere que se corte el supraespinoso. El segundo es el abordaje transdeltoideo, que proporciona un abordaje directo en la glenoides. Sin embargo, durante este abordaje, el deltoides corre el riesgo de sufrir daños potenciales. Se utilizan ambas técnicas, según las preferencias del cirujano.

### Cadera
El reemplazo de cadera se puede realizar como un reemplazo total o un reemplazo hemi (medio). Un reemplazo total de cadera consiste en reemplazar tanto el acetábulo como la cabeza femoral, mientras que la hemiartroplastia generalmente solo reemplaza la cabeza femoral. El reemplazo de cadera es actualmente la operación ortopédica más común, aunque la satisfacción del paciente a corto y largo plazo varía ampliamente.
No está claro si el uso de equipo de asistencia ayudaría en la atención posoperatoria.

### Rodilla

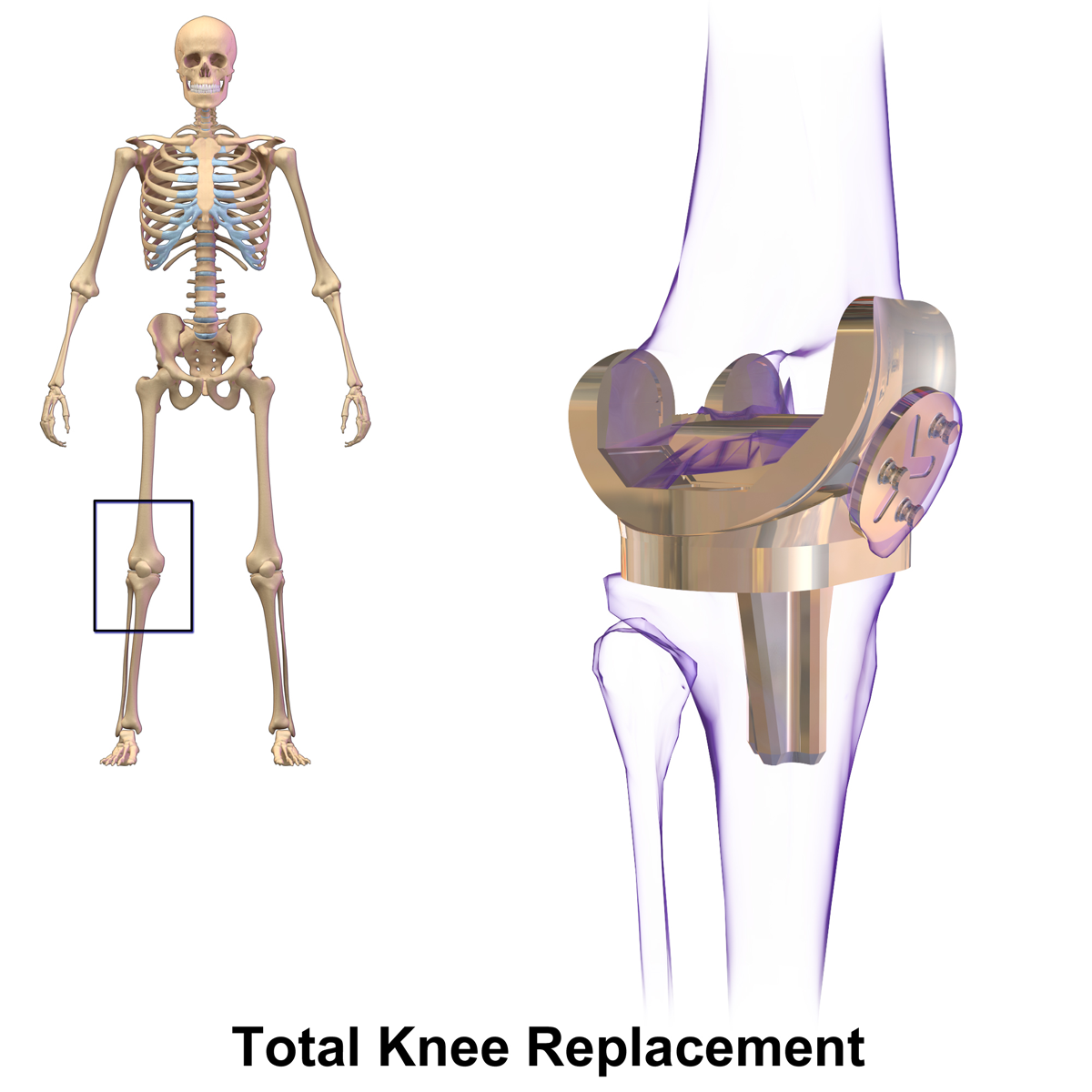
Reemplazo de rodilla.

El reemplazo de rodilla implica la exposición de la parte frontal de la rodilla, con desprendimiento de parte del músculo cuádriceps (vasto medial) de la rótula. La rótula se desplaza hacia un lado de la articulación, lo que permite la exposición del extremo distal del fémur y el extremo proximal de la tibia. Luego, los extremos de estos huesos se cortan con precisión para darles forma utilizando guías de corte orientadas al eje largo de los huesos. Se eliminan los cartílagos y el ligamento cruzado anterior; también se puede extirpar el ligamento cruzado posterior, pero se conservan los ligamentos colaterales tibial y fibular. Luego, los componentes metálicos se impactan en el hueso o se fijan con cemento de polimetilmetacrilato (PMMA). Existen técnicas alternativas que fijan el implante sin cemento. Estas técnicas sin cemento pueden implicar osteointegración, incluidas prótesis metálicas porosas.
La operación generalmente implica un dolor posoperatorio considerable e incluye una rehabilitación física vigorosa. El período de recuperación puede ser de 6 semanas o más y puede implicar el uso de ayudas para la movilidad (por ejemplo, andadores, bastones, muletas) para permitir que la persona vuelva a la movilidad preoperatoria.

### Tobillo
El reemplazo de tobillo se está convirtiendo en el tratamiento de elección para las personas que requieren artroplastia, reemplazando el uso convencional de la artrodesis, es decir, la fusión de los huesos. La restauración del rango de movimiento es la característica clave a favor del reemplazo de tobillo con respecto a la artrodesis. Sin embargo, la evidencia clínica de la superioridad del primero solo se ha demostrado para diseños de implantes aislados particulares.

### Dedo
El reemplazo de la articulación del dedo es un procedimiento relativamente rápido de aproximadamente 30 minutos, pero requiere varios meses de terapia posterior. La terapia posoperatoria puede consistir en usar una férula en la mano o realizar ejercicios para mejorar la función y el dolor.

## Riesgos y complicaciones

### Riesgos médicos
El estrés de la operación puede resultar en problemas médicos de diversa incidencia y gravedad.
- Ataque al corazón
- Accidente cerebrovascular
- Trombosis
- Neumonía
- Mayor confusión
- Infección urinaria (IU)

### Riesgos intraoperatorios
- Mal posicionamiento de los componentes
  - Acortamiento;
  - Inestabilidad/disociación;
  - Pérdida de rango de movimiento;
- Fractura del hueso adyacente;
- Daño en el nervio;
- Daño a los vasos sanguíneos.

### Riesgos inmediatos
- Infección, ya sea superficial o profunda
- Luxación

### Riesgos a medio plazo
- Luxación
- Dolor persistente;
- Pérdida de rango de movimiento
- Debilidad;
- Infección indolente.

### Riesgos a largo plazo
- Aflojamiento de los componentes: la unión entre el hueso y los componentes o el cemento puede romperse o fatigarse. Como resultado, el componente se mueve dentro del hueso y causa dolor. Los fragmentos de restos de desgaste pueden provocar una reacción inflamatoria con absorción ósea que puede provocar aflojamiento. Este fenómeno se conoce como osteólisis.
- Sinovitis de polietileno: desgaste de las superficies que soportan peso: se cree que el polietileno se desgasta en las articulaciones que soportan peso, como la cadera, a razón de 0.3 mm por año. Esto puede ser un problema en sí mismo, ya que las superficies de los cojinetes suelen tener menos de 10 mm de grosor y pueden deformarse a medida que se vuelven más delgadas. El desgaste también puede causar problemas, ya que la inflamación puede ser causada por una mayor cantidad de partículas de desgaste de polietileno en el líquido sinovial.

Hay muchas controversias. Gran parte del esfuerzo de investigación de la comunidad ortopédica está dirigido a estudiar y mejorar el reemplazo articular. Las principales controversias son
- la mejor o más adecuada superficie de apoyo: metal/polietileno, metal-metal, cerámica-cerámica;
- fijación cementada vs no cementada de los componentes;
- Cirugía mínimamente invasiva.

## Técnica
Antes de realizar una cirugía mayor, se requiere un estudio preanestésico completo. En las personas mayores, esto generalmente incluiría ECG, análisis de orina, hematología y análisis de sangre. La compatibilidad cruzada de sangre también es una rutina, ya que un alto porcentaje de personas recibe una transfusión de sangre. La planificación preoperatoria requiere radiografías precisas de la articulación afectada, la selección del diseño del implante y la adaptación del tamaño a las imágenes de la radiografía (un proceso conocido como plantilla).
A los pocos días de hospitalización le siguen varias semanas de función protegida, curación y rehabilitación. Esto puede ir seguido de varios meses de lenta mejora en la fuerza y la resistencia.
Se cree que la movilización temprana de la persona es la clave para reducir las posibilidades de complicaciones como tromboembolismo venoso y neumonía. La práctica moderna consiste en movilizar a las personas lo antes posible y deambular con ayudas para caminar cuando se tolere. Según la articulación afectada y el estado preoperatorio de la persona, el tiempo de hospitalización varía de 1 día a 2 semanas, con un promedio de 4 a 7 días en la mayoría de las regiones.
La fisioterapia se usa ampliamente para ayudar a las personas a recuperar la función después de la cirugía de reemplazo de articulaciones. Inicialmente, se necesita un programa de ejercicio gradual, ya que los músculos de la persona tardan en sanar después de la cirugía; Los ejercicios para el rango de movimiento de las articulaciones y la deambulación no deben ser extenuantes. Más tarde, cuando los músculos se han curado, el objetivo del ejercicio se expande para incluir el fortalecimiento y la recuperación de la función.

### Materiales
Algunos materiales cerámicos comúnmente utilizados en el reemplazo de articulaciones son alúmina (Al2O3), zirconia (ZrO2), sílice (SiO2), hidroxiapatita (Ca10(PO4)6(OH)2), nitruro de titanio (TiN), nitruro de silicio (Si3N4). Una combinación de titanio y carburo de titanio es un material cerámico muy duro que se utiliza a menudo en componentes de artroplastias debido al impresionante grado de resistencia y tenacidad que presenta, así como a su compatibilidad con las imágenes médicas.
Se ha demostrado que el carburo de titanio se puede utilizar combinado con la superficie de diamante policristalino sinterizado (PCD), una cerámica superdura que promete proporcionar un material mejorado, resistente y de larga duración para las articulaciones artificiales. El PCD se forma a partir de un compacto de diamante policristalino (PDC) mediante un proceso que implica altas presiones y temperaturas. En comparación con otros materiales cerámicos como el nitruro de boro cúbico, el nitruro de silicio y el óxido de aluminio, el PCD muestra muchas mejores características, incluido un alto nivel de dureza y un coeficiente de fricción relativamente bajo. Para la aplicación de juntas artificiales, probablemente se combinará con ciertos metales y aleaciones metálicas como cobalto, cromo, titanio, vanadio, acero inoxidable, aluminio, níquel, hafnio, silicio, cobalto-cromo, tungsteno, circonio, etc. Esto significa que las personas alérgicas al níquel o sensibles a otros metales corren el riesgo de sufrir complicaciones debido a los productos químicos del dispositivo.
En las prótesis de rodilla hay dos partes que son de cerámica y pueden estar hechas de la misma cerámica o de otra diferente. Sin embargo, si están hechos de la misma cerámica, tienen diferentes proporciones de peso. Estas piezas de cerámica están configuradas de modo que si los fragmentos se desprenden del implante, las partículas son benignas y no afiladas. También están hechos de modo que si se desprende un fragmento de uno de los dos componentes cerámicos, se notarían a través de rayos X durante una revisión o inspección del implante. Con implantes como los de cadera, la bola del implante podría estar hecha de cerámica, y entre la capa de cerámica y donde se adhiere al resto del implante, suele haber una membrana para ayudar a sujetar la cerámica. La membrana puede ayudar a prevenir grietas, pero si ocurren grietas en dos puntos que crean una pieza separada, la membrana puede mantener el fragmento en su lugar para que no salga del implante y cause más lesiones. Debido a que estas grietas y separaciones pueden ocurrir, el material de la membrana es un polímero biocompatible que tiene una alta tenacidad a la fractura y una alta tenacidad al cizallamiento.

### Reemplazo de prótesis
Es posible que sea necesario reemplazar la prótesis debido a complicaciones como una infección o una fractura protésica. El reemplazo se puede realizar en una sola sesión quirúrgica. Alternativamente, se puede realizar una cirugía inicial para retirar el material protésico anterior, y luego se inserta la nueva prótesis en una cirugía separada en un momento posterior. En tales casos, especialmente cuando se complica por una infección, se puede usar un espaciador, que es una masa resistente para proporcionar cierta estabilidad y movilidad básicas de la articulación hasta que se inserte una prótesis más permanente. Puede contener antibióticos para ayudar a tratar cualquier infección.

## Historia
Stephen S. Hudack, un cirujano con sede en la ciudad de Nueva York, comenzó las pruebas en animales con articulaciones artificiales en 1939. En 1948, en el Hospital presbiteriano de Nueva York (parte del Centro Médico Presbiteriano de Columbia) y con fondos de la Oficina de Investigación Naval, realizaba operaciones de reemplazo de articulaciones de cadera en humanos.
Dos formas anteriormente populares de artroplastia eran: (1) artroplastia interposicional, con interposición de algún otro tejido como piel, músculo o tendón para mantener separadas las superficies inflamadas y (2) artroplastia escisional en la que la superficie de la articulación y el hueso se eliminan dejando tejido cicatricial para llenar el vacío. Otras formas de artroplastia incluyen artroplastia de resección, artroplastia de rejuvenecimiento, artroplastia con molde, artroplastia de copa y artroplastia de reemplazo de silicona. La osteotomía para restaurar o modificar la congruencia articular también es una forma de artroplastia.
En las últimas décadas, la forma de artroplastia más exitosa y común es el reemplazo quirúrgico de una articulación o superficie articular con una prótesis. Por ejemplo, una articulación de la cadera que se ve afectada por la osteoartritis se puede reemplazar por completo (artroplastia total de cadera) con una prótesis de cadera. Este procedimiento implica reemplazar tanto el acetábulo (cavidad de la cadera) como la cabeza y el cuello del fémur. El propósito de realizar esta cirugía es aliviar el dolor, restaurar la amplitud de movimiento y mejorar la capacidad para caminar, lo que lleva a la mejora de la fuerza muscular.